# Majesty Shredding
Majesty Shredding è il nono album in studio del gruppo musicale statunitense Superchunk, pubblicato nel 2010.

## Tracce
1. Digging for Something – 3:30
2. My Gap Feels Weird – 3:13
3. Rosemarie – 4:15
4. Crossed Wires – 3:48
5. Slow Drip – 2:52
6. Fractures in Plaster – 5:19
7. Learned to Surf – 3:54
8. Winter Games – 4:14
9. Rope Light – 2:36
10. Hot Tubes – 3:52
11. Everything at Once – 4:19

## Formazione
- Mac McCaughan – voce, chitarra
- Laura Ballance – basso
- Jon Wurster – batteria
- James Wilbur – chitarra